# Schmidt's Girls College
Schmidt's Girls College (Schmidt-Schule) es un colegio internacional alemán para chicas cristianas y musulmanas, situado en Jerusalén Este. Fue fundada en 1886 y en la actualidad asisten a la escuela unos 500 alumnos. Incluye un programa de grundschule (escuela primaria), así como el de (DIAP, Abitur internacional alemán).
 También ofrece un programa de Tawjihi. Aunque es propiedad y cuenta con el apoyo de la Asociación Alemana de Tierra Santa, actualmente está bajo la responsabilidad del convento internacional de las hermanas de la la Congregación de Jesús. Las clases se imparten en alemán y fuera de las aulas se habla inglés. El profesorado está formado por profesores árabes y alemanes.

## Resumen académico
El curso escolar de doce años finaliza con la obtención del certificado palestino Tawjihi y el de (DIAP, "Programa Alemán de Abitur Internacional"). El abitur está reconocido por las autoridades educativas palestinas y permite a los estudiantes solicitar estudios superiores en Alemania, Palestina y el resto del mundo. Casi el 100% de las alumnas del Schmidt's College acceden a la universidad. El Schmidt's Girls College está considerado una institución de prestigio y sus tituladas son muy solicitadas por las empresas. El colegio está dirigido por el Convento de las Hermanas de la Congregación de Jesús (CJ), también conocidas como las Hermanas de Mary Ward, entre otras organizaciones.
El colegio es una escuela católica que sigue el Corpus Iuris Canonici (lit. "Cuerpo de Derecho Canónico") y hace hincapié en los requisitos de la Gravissimum educationis. Desde su fundación, ha seguido las tradiciones alemanas y ha mantenido estrechos vínculos con el entorno educativo alemán. Al mismo tiempo, es una escuela situada en una región predominantemente musulmana. Esto se refleja en la composición del alumnado, que es musulmán en un 80% y cristiano en un 20%, lo contrario de la composición del profesorado.

## Egresados famosos
- Karimeh Abbud (1893-1940), fotógrafo
- Salma Khadra Jayyusi (1925-2023), historiador palestino
- Shahd Wari (*1983), arquitecto y urbanista germano-palestino
- Nivine Sandouka (1982), feminista palestina y activista por la paz